# Vasco Ronchi
Vasco Ronchi (Firenze, 19 dicembre 1897 – Firenze, 31 ottobre 1988) è stato un fisico italiano.

## Biografia
Iniziò a studiare fisica all'Università di Pisa, quale allievo pure della Scuola Normale Superiore, nel 1914 ma interruppe gli studi per partecipare alla prima guerra mondiale, in seguito alla quale, il 29/12/1980, venne insignito dell'onorificenza di Cavaliere dell’Ordine di Vittorio Veneto. Riprese gli studi all'Università di Firenze, laureandosi in fisica con Antonio Garbasso nel 1919.
Assistente di Garbasso fin dal 1920, si interessò subito di ottica ideando, nel 1922, un apparato tecnico-sperimentale di validazione qualitativa poi noto come test di Ronchi. Al contempo, si adoperò affinché i laboratori e le officine meccaniche costruiti, anche per volere di Garbasso, negli anni della prima guerra mondiale per esigenze militari non venissero smantellati, trasformandoli ed organizzandoli sotto l'egida di un unico istituto di ricerca ottica, l'Istituto Nazionale di Ottica di Arcetri, fondato nel 1926 e dai lui diretto fino al 1978, che cercò di mettere pure al servizio dell'industria ottica italiana, fino a farlo divenire un punto di riferimento internazionale per la ricerca ottica teorica, la tecnologia e la strumentazione ottica, sia militare che civile.
Le sue numerose pubblicazioni toccarono pressoché ogni settore dell'ottica, sia teorica che pratica, nonché della sua storia. Di particolare rilevanza furono anche i suoi studi di storia della scienza, incentrati sulla figura di Galileo e sull'utilizzo del cannocchiale, che gli fruttarono la nomina a presidente della Union Internationale d'Histoire et Philosophie des Sciences dell'UNESCO dal 1953 al 1970. Fu anche fra i fondatori, nonché il primo direttore, della rivista internazionale di storia della scienza Physis.
Il 09/06/1975 venne insignito dell'onorificenza di Cavaliere di Gran Croce Ordine al Merito della Repubblica Italiana.
Socio di accademie ed istituzioni scientifiche e culturali nazionali e straniere, la sua prolifica ed intensa attività di studio e di ricerca in ogni campo dell'ottica, unitamente alla sua indefessa volontà organizzativa di collaborare con l'industria, fanno di Ronchi una delle principali figure scientifiche ed istituzionali del mondo dell'ottica sia italiana che internazionale.

## Influenze nel mondo dell'arte
Vasco Ronchi è stato citato in una storia dell'arte contemporanea per la lucidità con cui ha reso chiara e accessibile l'esposizione della problematica della luce che ha attraversato tutta l'arte del XIX  e del XX secolo. Florence de Mèredieu mette una citazione tratta dall'edizione francese della Storia della luce all'inizio di un paragrafo della sua opera Histoire matérielle & immaterielle de l'art moderne dove in sostanza lo scienziato fiorentino proponendosi di definire la luce si sente obbligato a confessare come non ci sia niente di definito o d'esistente in se stesso che possa ragionevolmente definire questo nome. Per significare la luce non resta quindi che il termine assenza di oscurità, lo stesso significato che le era stato attribuito dai filosofi di duemila anni fa.

## Opere principali
- La prova dei sistemi ottici, Nicola Zanichelli Editore, Bologna, 1925.
- Lezioni di ottica fisica, Nicola Zanichelli Editore, Bologna, 1928.
- Storia della luce, Nicola Zanichelli Editore, Bologna, 1939 (con successive edizioni).
- Lezioni di ottica ondulatoria, Nicola Zanichelli Editore, Bologna, 1940.
- Corso elementare di ottica, Associazione Ottica Italiana (AOI), Firenze, 1941.
- Corso complementare di ottica, Associazione Ottica Italiana (AOI), Firenze, 1942.
- Galileo e il cannocchiale, Casa editrice idea, Udine, 1942.
- Sul modo di sperimentare, Tip. Chiari & Mori, Firenze, 1942.
- L'ottica, scienza della visione, Nicola Zanichelli Editore, Bologna, 1955.
- Il cannocchiale di Galileo e la scienza del Seicento, Einaudi, Torino, 1958.
- Sui fondamenti dell'ottica e dell'acustica, Leo S. Olschki, Firenze, 1967.
- Introduzione all'ottica degli strumenti, Giunti-Barbera, Firenze, 1968.
- New Optics, Leo S. Olschki, Firenze, 1971.
- Corso di ottica tecnica, Fondazione Giorgio Ronchi (Tip. Baccini & Chiappi), Firenze, 1981.
- Storia della luce: da Euclide a Einstein, Laterza, Roma-Bari, 1983.
- Optics: The Science of Vision, Dover, New York, 1991.